# 오이 차량기지
오이 차량기지(일본어: 大井車両基地) 또는 오이 기지(일본어: 大井基地)는 일본 도쿄도 시나가와구에 있는 신칸센 차량 사업소로 도카이여객 철도 신칸센 철도 사업본부 관할 차량 사업소의 총칭으로 다음과 같은 시설로 구성되었다. 일본국유철도 시기 당시 도쿄 제일 운전소 오이 지소란 명칭으로 부르기도 했다. 이후 시나가와 차량 기지로 명칭이 변경되었다가 오이 차량기지로 이전되면서 폐지되었다.

## 기타 사업부
- 도쿄 조업 검사 차량소
- 도쿄 수선 차량소
- 도쿄 파출소 검사 차량소
- 오이 보선소
- 오이 전력거래소
- 오이 신호통신소
- 신칸센 엔지니어링 도쿄 지사
- 일본기계보선 시나가와 사업소